# ブプレノルフィン
ブプレノルフィン (Buprenorphine) とは、オピオイド受容体に対するオピオイド部分作動薬であり、鎮痛や、オピオイド依存症の治療に用いられる化合物。鎮痛剤として1980年代に Reckitt & Colman 社（現Reckitt Benckiser）により初めて上市され、アメリカでは2001年後期にオピオイド依存症の治療薬として高用量の錠剤がアメリカ食品医薬品局 (FDA) の認可を受け、現在はその用途が主となっている。2018年より、アメリカでSublocadeの名で同依存症治療のための月1回の投与で済む徐放注射剤が発売される。
日本では鎮痛剤の商品名レペタンとして、大塚製薬より注射液、坐剤が、ノルスパンテープが久光製薬より貼付剤として市販されている。
国際条約の向精神薬に関する条約におけるスケジュールIII薬物である。麻薬及び向精神薬取締法における第二種向精神薬である。日本の医薬品、医療機器等の品質、有効性及び安全性の確保等に関する法律における習慣性医薬品に指定されている。劇薬である。

## 薬理
ブプレノルフィンはテバインの誘導体であり、その鎮痛作用は μ-オピオイド受容体に対し部分作動薬として働くことによる。すなわち、ブプレノルフィンがオピオイドの受容体に結合すると、部分的にだけ活性化をもたらす。一方で、μ-オピオイド受容体に対する結合力は、アンタゴニストとして知られるナロキソンなどと匹敵するほど非常に強い。これらの性質のためブプレノルフィンはオーバードースを避け、注意深く使用しなければならない。
完全作動薬であるモルヒネなどへの依存症患者に処方する場合には離脱症状を引き起こす可能性もある。離脱症状が治まるには 24 時間以上かかる。このためブプレノルフィンに切り替えるときは、以前のオピオイド薬物の服用から十分な期間（半減期の数倍の期間）をおかなければならない。
ブプレノルフィンはまた、κ-オピオイド受容体へのアンタゴニストとして、リコンビナント ヒト ORL1受容体、nociceptin への部分/完全アゴニストとしても作用する。

## 薬物動態学
ブプレノルフィンの半減期は 2-7.3 時間、平均 3.5 時間である。ノルブプレノルフィンは δ-オピオイド受容体や ORL1受容体のアゴニスト、μ-、κ-オピオイド受容体の部分アゴニストとして働くが、その作用はブプレノルフィンによって阻害される。

### 投与
塩酸ブプレノルフィンは筋肉内注射、静脈への点滴、経皮吸収、錠剤として舌下吸収により投与される。初回通過効果が高いために経口では投与されない。

### 代謝
肝臓でシトクロムP450のCYP3A4アイソザイムによりブプレノルフィンは代謝され、窒素原子上が脱アルキル化されたノルブプレノルフィンへ変えられる。この代謝産物はグルクロン酸と結合し、主に胆汁へと排泄される。